# Iker Guarrotxena
Iker Guarrotxena Vallejo (* 6. Dezember 1992 in Bilbao) ist ein spanischer Fußballspieler.

## Karriere
Guarrotxena begann seine Karriere bei Arenas Getxo. 2003 wechselte er in die Akademie von Athletic Bilbao. Im August 2011 spielte er erstmals für das Farmteam CD Baskonia in der Tercera División. Im Oktober 2012 debütierte er für Athletic Bilbao B in der Segunda División B.
Im August 2014 wurde er an den Zweitligisten CD Teneriffa verliehen. Sein Debüt in der Segunda División gab er am ersten Spieltag der Saison 2014/15 gegen SD Ponferradina. Im Sommer 2015 kehrte er zu Bilbao B, das inzwischen in die Segunda División aufgestiegen war, zurück. In der zweithöchsten spanischen Spielklasse absolvierte er für Bilbao B in der Saison 2015/16 34 Spiele, in denen er vier Tore erzielen konnte. Mit Bilbao B stieg er in jener Saison jedoch als Tabellenletzter in die Segunda División B ab.
Zur Saison 2016/17 wechselte Guarrotxena zum Zweitligisten CD Mirandés, bei dem er einen Zweijahresvertrag erhielt.